# ابن سول
ابن سول (بالإنجليزية: Son of Saul)‏ هو فيلم دراما مجري من إخراج لازلو نيميس وبطولة جيزا روهريج، لافينتي مولنار وأورس ريشين.حصل الفيلم على أفضل فيلم أجنبي في حفل توزيع جوائز الغولدن غلوب الثالث والسبعون  وجائزة الأوسكار لأفضل فيلم أجنبي في حفل توزيع جوائز الأوسكار الثامن والثمانون.

## روابط خارجية
ابن سول على موقع IMDb (الإنجليزية)
- ابن سول على موقع ميتاكريتيك (الإنجليزية)
- ابن سول على موقع روتن توميتوز (الإنجليزية)
- ابن سول على موقع نتفليكس (الإنجليزية)
- ابن سول على موقع قاعدة بيانات الأفلام العربية
- ابن سول على موقع ألو سيني (الفرنسية)
- ابن سول على موقع أول موفي (الإنجليزية)
- ابن سول على موقع بوكس أوفيس موجو (الإنجليزية)
- ابن سول على موقع فيلمافينيتي (الإسبانية)
- ابن سول على موقع قاعدة بيانات الأفلام السويدية (السويدية)